# WBSC Premier 12 de 2019
WBSC Premier 12 de 2019 fue la segunda edición del torneo internacional de selecciones masculinas béisbol organizado por la Confederación Mundial de Béisbol y Sóftbol (WBSC). El evento se celebró entre los días 2 al 17 de noviembre, y participaron las mejores 12 selecciones nacionales ubicadas en el ranking de la organización al finalizar el año 2018. Los juegos se llevaron a cabo en estadios repartidos en China Taipéi, Corea del Sur, México y Japón.
El torneo además otorgó dos cupos a los Juegos Olímpicos de Tokio 2020, uno para el seleccionado que ocupó la posición final más alta de la zona de Asia y Oceanía (exceptuando a Japón que ya esta clasificado por ser país anfitrión) y otro para el seleccionado que ocupó la posición final más alta de la zona de América.

## Equipos
A continuación las selecciones que participarán en el WBSC Premier 12 de 2019. La clasificación corresponde al ranking final del año 2018.
| Pos  | Equipo               | Continente |
| ---- | -------------------- | ---------- |
| 1.º  | Japón                | Asia       |
| 2.º  | Estados Unidos       | América    |
| 3.º  | Corea del Sur        | Asia       |
| 4.º  | China Taipéi         | Asia       |
| 5.º  | Cuba                 | América    |
| 6.º  | México               | América    |
| 7.º  | Australia            | Oceanía    |
| 8.º  | Países Bajos         | Europa     |
| 9.º  | Venezuela            | América    |
| 10.º | Canadá               | América    |
| 11.º | Puerto Rico          | América    |
| 12.º | República Dominicana | América    |

## Organización

### Sedes

#### Primera ronda
| Grupo A Estadio de béisbol Charros de Jalisco Guadalajara (México) Capacidad: 19 000 | Grupo B Taichung Intercontinental Stadium Taichung (Taiwán) Capacidad: 19 000 | Grupo C Gocheok Sky Dome Seúl (Corea del Sur) Capacidad: 16 813 |
| ------------------------------------------------------------------------------------ | ----------------------------------------------------------------------------- | --------------------------------------------------------------- |

#### Súper Ronda
| Estadio Chiba Marine Chiba (Japón) Capacidad: 30 000 | Domo de Tokio Tokio (Japón) Capacidad: 55 000 |
| ---------------------------------------------------- | --------------------------------------------- |

## Primera ronda
Los 12 Equipos Nacionales serán distribuidos en tres grupos de cuatro (3×4) para iniciar el torneo global; República de China, Corea del Sur y México serán las sedes de cada uno de los grupos. Disputada del 2 al 8 de noviembre.

### Grupo A
Los partidos se disputarón en el Estadio Charros de Jalisco
| Grupo A              | G | P | PCT   | JV  | Desempate |
| -------------------- | - | - | ----- | --- | --------- |
| México               | 3 | 0 | 1.000 | -   | -         |
| Estados Unidos       | 2 | 1 | .667  | 1.0 | -         |
| República Dominicana | 1 | 2 | .333  | 2.0 | -         |
| Países Bajos         | 0 | 3 | .000  | 3.0 | -         |

- Leyenda: G: Juegos ganados; P: Juegos perdidos; PCT: porcentaje de victorias; JV: Juegos de ventaja.

|  |                               |
|  | Clasificado a la super ronda. |

|  |

| Fecha          | Visita               | Resultado | Local                |
| -------------- | -------------------- | --------- | -------------------- |
| 2 de noviembre | Países Bajos         | 0-9       | Estados Unidos       |
| 2 de noviembre | República Dominicana | 1-6       | México               |
| 3 de noviembre | República Dominicana | 14-4      | Países Bajos         |
| 3 de noviembre | México               | 8-2       | Estados Unidos       |
| 4 de noviembre | Estados Unidos       | 10-8      | República Dominicana |
| 5 de noviembre | Países Bajos         | 2-10      | México               |

### Grupo B
| Grupo B      | G | P | PCT   | JV  | Desempate |
| ------------ | - | - | ----- | --- | --------- |
| Japón        | 3 | 0 | 1,000 | -   | -         |
| China Taipéi | 2 | 1 | 0,667 | 1.0 | -         |
| Venezuela    | 1 | 2 | 0,333 | 2.0 | -         |
| Puerto Rico  | 0 | 3 | 0,000 | 3.0 | -         |

- Leyenda: G: Juegos ganados; P: Juegos perdidos; PCT: porcentaje de victorias; JV: Juegos de ventaja.

|  |                               |
|  | Clasificado a la super ronda. |

|  |

| Fecha          | Visita       | Resultado | Local        |
| -------------- | ------------ | --------- | ------------ |
| 5 de noviembre | Venezuela    | 4-8       | Japón        |
| 5 de noviembre | Puerto Rico  | 1-6       | China Taipéi |
| 6 de noviembre | Puerto Rico  | 0-4       | Japón        |
| 6 de noviembre | China Taipéi | 3-0       | Venezuela    |
| 7 de noviembre | Venezuela    | 7-1       | Puerto Rico  |
| 7 de noviembre | Japón        | 8-1       | China Taipéi |

### Grupo C
| Grupo C       | G | P | PCT   | JV  | Desempate |
| ------------- | - | - | ----- | --- | --------- |
| Corea del Sur | 3 | 0 | 1,000 | -   | -         |
| Australia     | 1 | 2 | 0,333 | 2.0 | -         |
| Canadá        | 1 | 2 | 0,333 | 2.0 | -         |
| Cuba          | 1 | 2 | 0,333 | 2.0 | -         |

- Leyenda: G: Juegos ganados; P: Juegos perdidos; PCT: porcentaje de victorias; JV: Juegos de ventaja.

|  |                               |
|  | Clasificado a la super ronda. |

|  |

| Fecha          | Visita        | Resultado | Local         |
| -------------- | ------------- | --------- | ------------- |
| 6 de noviembre | Canadá        | 3-0       | Cuba          |
| 6 de noviembre | Australia     | 0-5       | Corea del Sur |
| 7 de noviembre | Australia     | 2-3       | Cuba          |
| 7 de noviembre | Corea del Sur | 3-1       | Canadá        |
| 8 de noviembre | Canadá        | 1-3       | Australia     |
| 8 de noviembre | Cuba          | 0-7       | Corea del Sur |

|  |

## Super Ronda
Los dos mejores equipos de cada grupo avanzarán (y arrastrarán el resultado individual entre ellos) a la Súper Ronda, que se disputará del 11 al 16 de noviembre en el Chiba Marine Stadium y el Tokyo Dome, ambos de Japón.
Los horarios están citados en la zona horaria de México
| Equipos        | G | P | PCT   | JV | Desempate                    |
| -------------- | - | - | ----- | -- | ---------------------------- |
| Japón          | 4 | 1 | 0,800 | -  | -                            |
| Corea del Sur  | 3 | 2 | 0,600 | 1  | KOR ganó duelo directo a MEX |
| México         | 3 | 2 | 0,600 | 1  | -                            |
| Estados Unidos | 2 | 3 | 0,400 | 2  | USA ganó duelo directo a TPE |
| China Taipéi   | 2 | 3 | 0,400 | 2  | -                            |
| Australia      | 1 | 4 | 0,200 | 3  | -                            |

- Leyenda: G: Juegos ganados; P: Juegos perdidos; PCT: porcentaje de victorias; JV: Juegos de ventaja.

|  |                     |
|  | Disputan el oro.    |
|  | Disputan el bronce. |

|  |

| Fecha                   | Visita         | Resultado | Local          |
| ----------------------- | -------------- | --------- | -------------- |
| 10 de noviembre 9:00 PM | China Taipéi   | 0-2       | México         |
| 11 de noviembre 4:00 AM | Australia      | 2-3       | Japón          |
| 11 de noviembre 4:00 AM | Estados Unidos | 1-5       | Corea del Sur  |
| 11 de noviembre 9:00 PM | Australia      | 0-3       | México         |
| 12 de noviembre 4:00 AM | China Taipéi   | 7-0       | Corea del Sur  |
| 12 de noviembre 4:00 AM | Estados Unidos | 4-3       | Japón          |
| 12 de noviembre 9:00 PM | Australia      | 2-1       | Estados Unidos |
| 13 de noviembre 4:00 AM | México         | 1-3       | Japón          |
| 14 de noviembre 9:00 PM | China Taipéi   | 2-3       | Estados Unidos |
| 15 de noviembre 4:00 AM | México         | 3-7       | Corea del Sur  |
| 15 de noviembre 9:00 PM | Australia      | 1-5       | China Taipéi   |
| 16 de noviembre 4:00 AM | Corea del Sur  | 8-10      | Japón          |

## Ronda Final
Los 2 mejores sembrados en la Super Ronda irán al juego por la medalla de oro, mientras que el 3.er y 4.º lugar jugarán por la medalla de bronce.

### Juego por la Medalla de Bronce
|  |

| Fecha                   | Visita         | Resultado | Local  |
| ----------------------- | -------------- | --------- | ------ |
| 17 de noviembre 9:00 PM | Estados Unidos | 2-3       | México |

### Juego por la Medalla de Oro
|  |

| Fecha                   | Visita        | Resultado | Local |
| ----------------------- | ------------- | --------- | ----- |
| 18 de noviembre 4:00 AM | Corea del Sur | 3-5       | Japón |

| Bandera de Japón |
| Campeón Japón    |
| Primer título    |

## Posiciones finales
Rendimiento total durante el torneo parcialmente.
| Pos                            | Equipo               | V | D | Ranking |
| ------------------------------ | -------------------- | - | - | ------- |
|                                | Japón                | 7 | 1 | 1,380   |
|                                | Corea del Sur        | 5 | 3 | 1,102   |
|                                | México               | 6 | 2 | 1,004   |
| 4°                             | Estados Unidos       | 4 | 4 | 905     |
| Eliminados en la Súper Ronda   |                      |   |   |         |
| 5°                             | China Taipéi         | 4 | 3 | 807     |
| 6°                             | Australia            | 2 | 5 | 709     |
| Eliminados en la Primera Ronda |                      |   |   |         |
| 7°                             | Canadá               | 1 | 2 | 611     |
| 7°                             | República Dominicana | 1 | 2 | 611     |
| 7°                             | Venezuela            | 1 | 2 | 611     |
| 10°                            | Cuba                 | 1 | 2 | 316     |
| 10°                            | Países Bajos         | 0 | 3 | 316     |
| 10°                            | Puerto Rico          | 0 | 3 | 316     |

## Premios y reconocimientos

### Equipo estelar
La «selección mundial de la Premier 12» del torneo fue elegido por la organización. Fue tomado en cuenta el desempeño de los jugadores desde la primera ronda hasta la final.
| Posición | Jugador         |
| -------- | --------------- |
| LA       | Yi Chang        |
| LR       | Brandon Dickson |
| R        | Erik Kratz      |
| 1B       | Bobby Dalbec    |
| 2B       | Ryosuke Kikuchi |
| 3B       | Wei-Chen Wang   |
| PC       | Ha-Seong Kim    |
| J        | Jung-Hoo Lee    |
| J        | Jonathan Jones  |
| J        | Seiya Suzuki    |
| BD       | Brent Rooker    |

LA: Lanzador abridor; LR: Lanzador relevista; R: Receptor; 1B: Primera base; 2B: Segunda base; 3B: Tercera base; PC: Parador en corto; J: Jardineros; BD: Bateador designado.